# Питкевич, Михаил Юрьевич
Михаил Юрьевич Питкевич — российский политик, депутат Государственной думы 5 созыва (фракция ЛДПР), вице-губернатор Смоленской области. Бизнесмен, совладелец ряда коммерческих структур в области строительства, девелопмента, сельского хозяйства, автомобильного бизнеса, финансовой сферы

## Биография

### Образование
2001 год — окончил Международный Университет (в Москве) по специальности «Менеджмент»
2004 год- окончил аспирантуру Всероссийского центра уровня жизни (г. Москва), присвоена ученая степень кандидата экономических наук
2009 год — окончил Российскую Академию Государственной Службы при Президенте Российской Федерации (г. Москва) по специальности «Государственное и муниципальное управление»
2015 год — 2017 год — Московская школа управления «СКОЛКОВО».

Профессиональная деятельность:
| 1999-2002    | Помощник Генерального директора по развитию ОАО «БЕЛКАМНЕФТЬ» |
| 2002-2003    | Исполнительный директор ООО «ИФК», г. Москва |
| 2003-2004    | Генеральный директор ОАО «Объединенная нефтяная компания» (ОАО «БЕЛКАМНЕФТЬ» + ОАО «КОМИНЕФТЬ»), г. Москва                                                                 |
| 2004-2007    | Заместитель Генерального директора ООО «Дельта-Холдинг», г. Москва |
| 2007- 2011   | Депутат Государственной Думы Федерального Собрания Российской Федерации пятого созыва, заместитель Председателя Комитета Государственной Думы по промышленности, г. Москва |
| 2011-2012    | Председатель Совета директоров ООО «АСПЭК» |
| 2012-2015    | Первый заместитель губернатора Смоленской области |
| 2015 — 2018  | Председатель Совета директоров Общества с ограниченной ответственностью "Управляющая компания «АСПЭК»                                                                      |
| 2020 — н/вр. | Исполнительный директор Общества с ограниченной ответственностью «АСПЭК-групп»                                                                                             |

Дополнительная информация:
Женат, воспитывает троих сыновей.